# Kantaberské pohoří

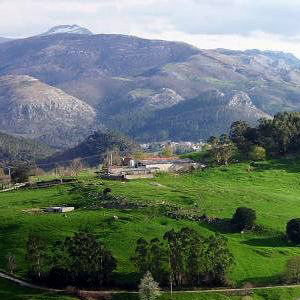
město Santa Marina

Kantaberské pohoří (španělsky Cordillera Cantábrica) je rozlehlý horský systém na severu Španělska. Horstvo má délku 480 km a skládá z několika pohoří. Rozkládá se rovnoběžně s pobřežím Atlantského oceánu, na východě navazuje na Pyreneje. V rozsáhlé oblasti Kantaberského pohoří je dominantní, nejvyšší a nejatraktivnější vápencové pohoří Picos de Europa. Nejvyšším vrcholem je Torre de Cerredo (2 648 m).

## Poloha
Kantaberské pohoří zasahuje na území těchto autonomních společenství: Galície, Asturie, Kantábrie, Kastilie a Leónu a Baskicka. Na severu se sklání k Atlantskému oceánu. Jih zakončuje kastilsko – leonská meseta.

## Geologie
Kantaberské pohoří je budováno krasovitým reliéfem, a proto je plné ostrých tvarů a přetnuté mnoha hlubokými kaňony. Oblast je proto bohatá na vápencové, krasové útvary jako jsou jeskyně, hluboké propasti (hloubky až 1 000 m), které jsou atraktivní pro speleology a jeskyňáře. Oblast je po této stránce dokonale zmapována a prozkoumána. Masiv Picos de Europa je čtvercového půdorysu se stranou zhruba 40 km dlouhou a patří k oblastem s největším výskytem vápence na Pyrenejském poloostrově. Vrstva vápence zde dosahuje mocnosti až 2,5 km. Již před dobou ledovou byla podrobena krasovému působení ve čtvrtohorách a v dalších obdobích byla formována ústupem ledovců. Štíty s výškou nad 2 500 m dělí od moře někdy jen 25 km, což pohoří dává punc velehor.

## Podnebí
Kantaberské pohoří je bariérou pro průnik vlhkosti postupující od Atlantského oceánu do vnitrozemí Pyrenejského poloostrova. Silný oceánský vítr od severovýchodu žene na pevninu téměř po celý rok dešťové mraky. Srážky přitom ztrácejí sílu hlavně v severních částech hor. Dosahují zde hodnot až 2 500 mm ročně. Ve vnitrozemí je již srážek podstatně méně. Ve vyšších polohách a na náhorních planinách se drží sníh od října do května. I přes léto je zde pěkné počasí spíše výjimkou.

## Členění pohoří

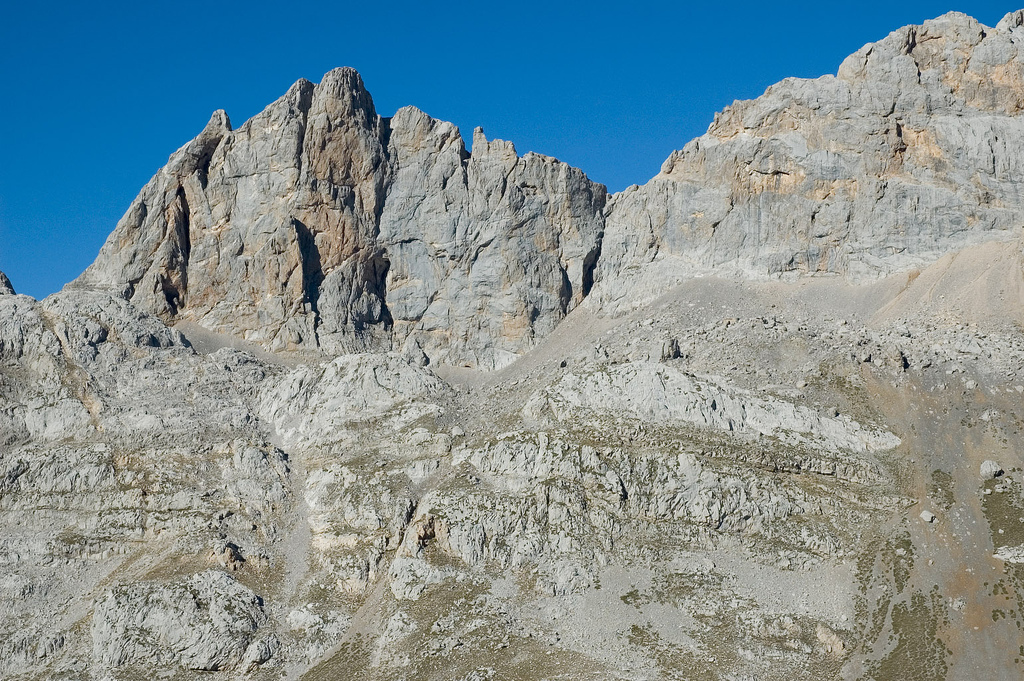
Horcados Rojos. Picos de Europa

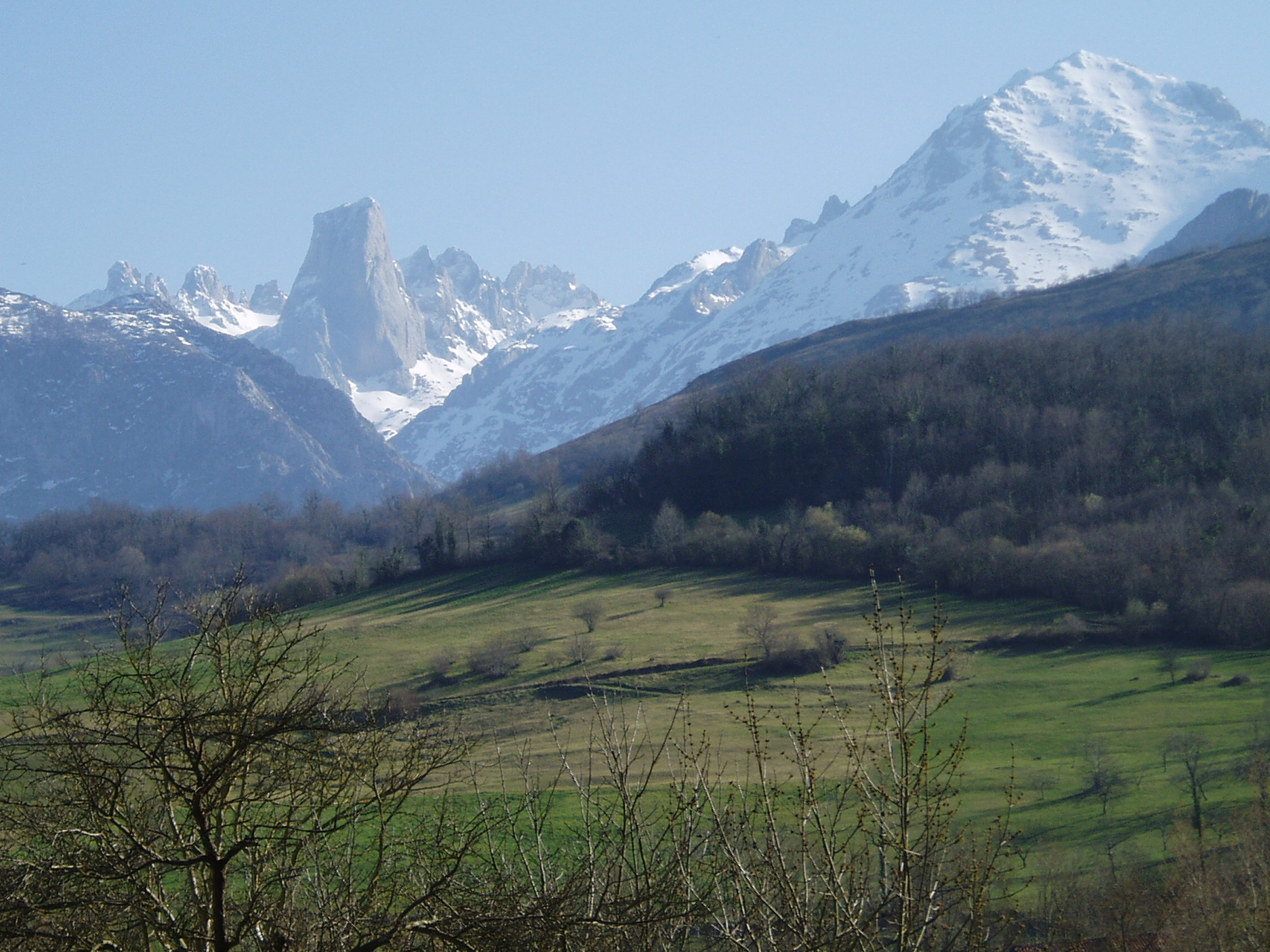
Skupina Urriello

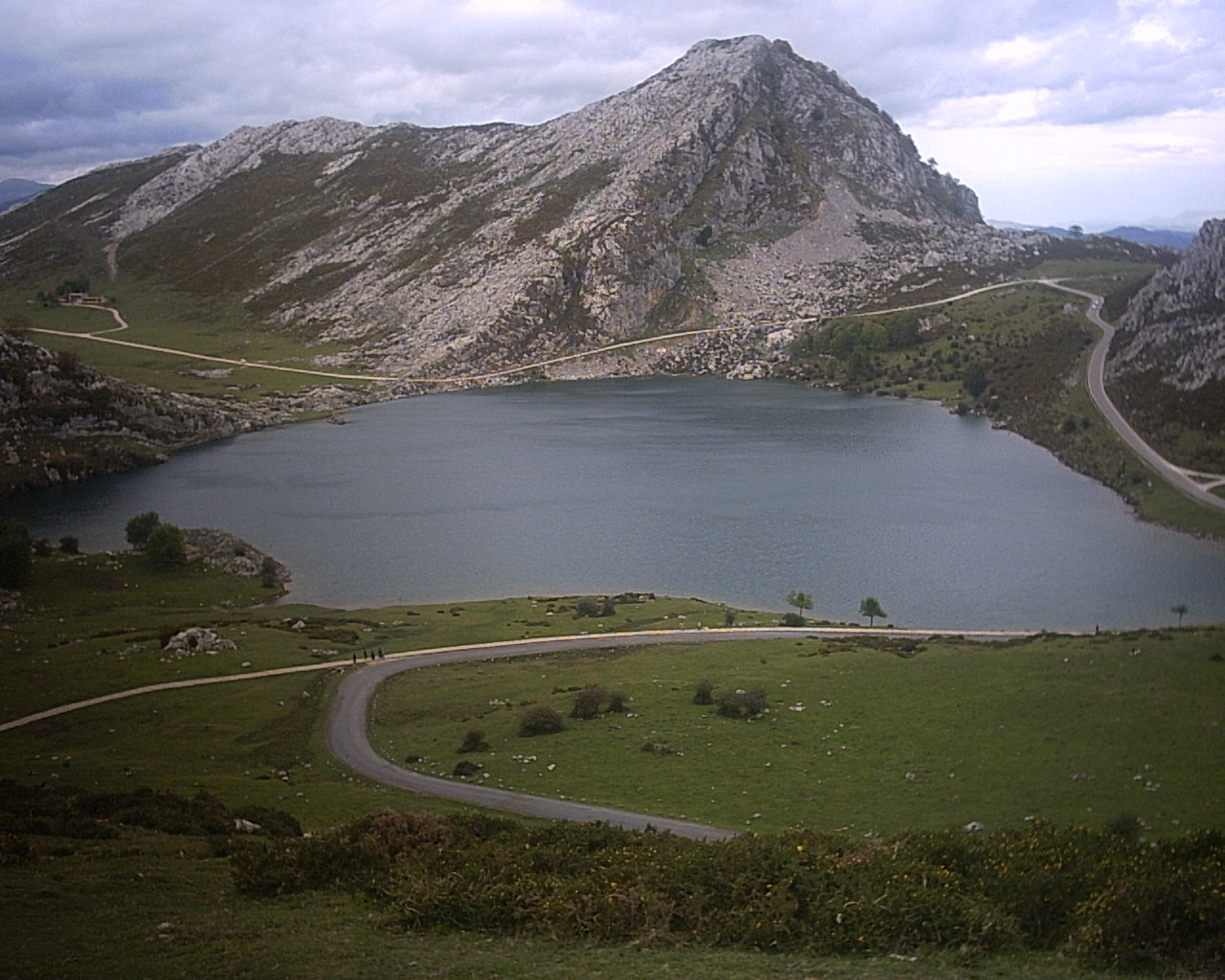
V národním parku Picos de Europa

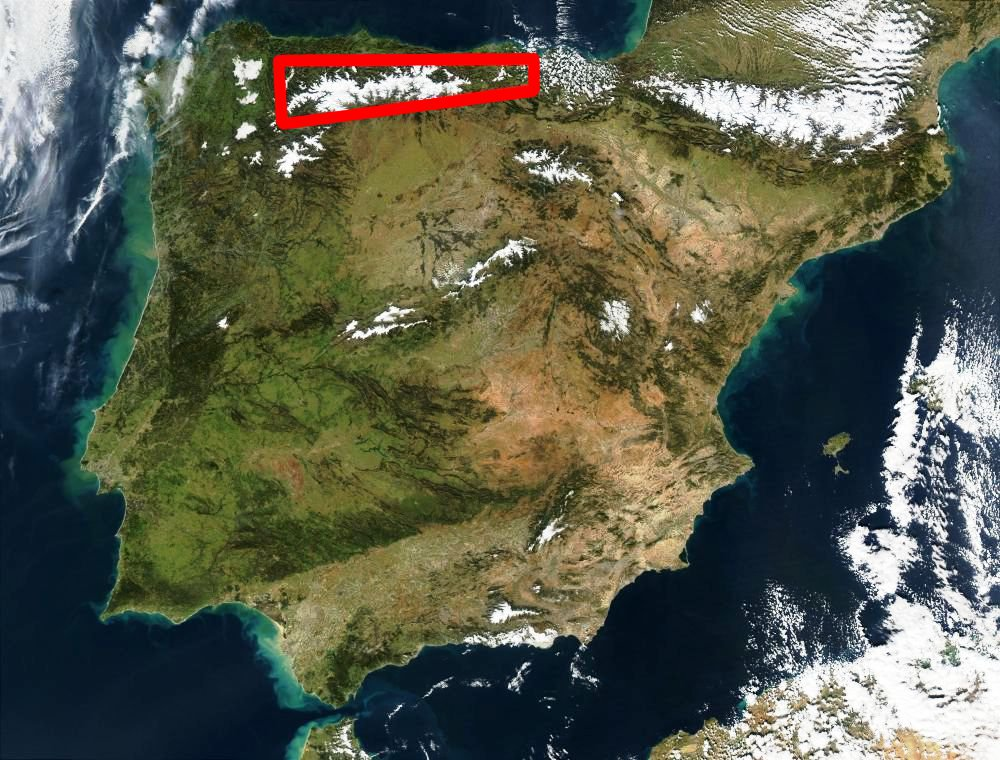
Cordillera Cantabrica

Rozlišují se dvě hlavní části. Západní, Astursko-leonská pohoří a východní, Baskicko-kantaberská pohoří.
Astursko-leonská pohoří
Rozkládají se od pramene řeky Miňo na hranicích s Galícií až k pramenům řeky Ebro a údolí řeky Saja. Nejvyšší části této skupiny pohoří dosahují nadmořské výšky 2 000 až 2 500 m. Jsou tvořeny prvohorními sedimenty. Zahrnují i nejvyšší část Kantaberského pohoří Picos de Europa.
Baskicko-kantaberská pohoří
Tato část se rozkládá od pramene Ebro až k údolí řeky Oria u města San Sebastián, v blízkosti Pyrenejí. Baskicko-kantaberská pohoří jsou nižší, nadmořská výška hor se obvykle pohybuje mezi 1 200 až 1 500 m. Mají shodnou stavbu a složení jako přepyrenejská pásma, proto bývají označována za snížené pokračování Pyrenejí.

## Příroda
Flora
Vegetace je rozdílná v závislosti na nadmořské výšce, poloze a podloží. Vrcholy jsou většinou holé, téměř bez vegetace. Naopak střední pásmo hor je charakteristické svou typicky alpínskou květenou, za kterou vděčí velmi pestré geologické stavbě (převládají zde vápence a dolomit). Ve spodním pásmu hor jsou především smíšené, vlhké lesy a louky. Ze stromů zde rostou převážně duby, jasany a buky. Dalšími méně hojnými dřevinami jsou lípy a olše.
Fauna
Ve vyšších polohách můžeme vidět kamzíka. Do údolí někdy sestoupí medvěd či vlk, častěji zde však narazíme na prase divoké a různou vysokou zvěř (jelen, srnec). Z dravců zde žijí např. orel a sup. Ryby zastupují hlavně pstruh a losos žijící v řekách Deva a Cares.
Ochrana přírody
Na západě masivu Cornión byl v r. 1918 založen Národní park de la Montaña de Covadonga, později přejmenovaný na Národní park Picos de Europa. Jedná se o první národní park ve Španělsku založený za účelem zachování zdejších biotopů zahrnujících v sobě vzácnou floru a faunu.

## Dostupnost a turismus
Hory jsou vhodné především pro vysokohorskou turistiku vzhledem ke svému různorodému terénu. Známá severní stěna Naranjo de Bulnes (500 metrů vysoká) přitahuje především výkonnostní horolezce a patří mezi nejtěžší na celém Pyrenejském poloostrově. K vrcholům hor se dostaneme nejsnáze od jihu přes obce Potes a Espinama. Je to možné i lanovkou na Fuente Dé, nacházející se opět na jihu masivu Urriello. Kaňon Cares je nejlépe dostupný ze severu z osady Puente Poncebos přes. Národní park Picos de Europa je přístupný mimo jiné přes město Cangas de Onís.

## Externí odkazy

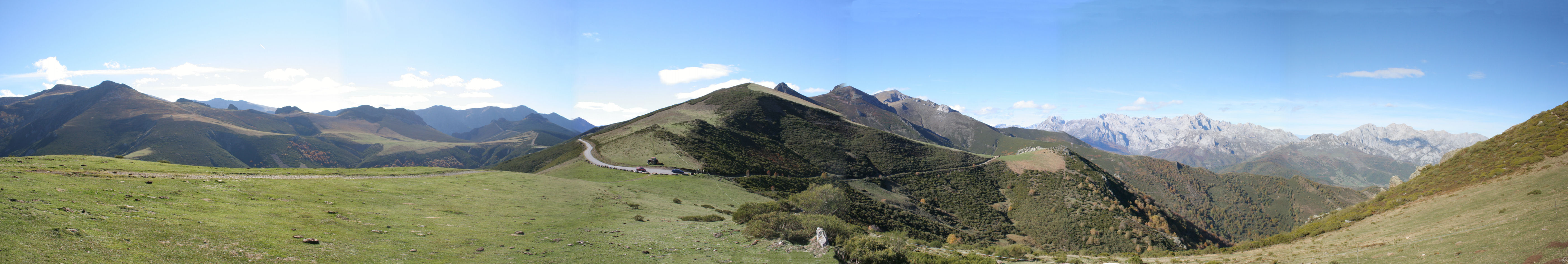
Picos de Europa